# Downe
Downe é uma localidade no borough de Bromley, na Região de Londres, na Inglaterra, e fica a 5,5 quilômetros a sudoeste de Orpington. Foi onde viveu e morreu Charles Darwin.